# Sansevieria zeylanica
Espèce
Classification APG III (2009)
Sansevieria zeylanica, également appelée Dracaena zeylanica, est une espèce de plantes de la famille des Liliaceae et du genre Sansevieria.

## Description
Plante succulente, Sansevieria zeylanica est une espèce de sansevières à feuilles érectiles à sub-érectiles (cinq à quinze par pied), de longueur (17 à 55 cm) et de largeur (1,3 à 3,8 cm) moyennes, linéaires ou lancéolées, lisses, présentant un sillon central marqué à leurs bases et canellées sur leurs faces externes (cinq à sept sillons) et de couleur verte striées de zones plus claires avec des bords blanchâtres.
Décrite initialement en 1753 par Linné sous le nom Aloe hyacinthoides var. zeylanica, elle a été identifiée comme espèce à part entière en 1799 par le pharmacien et botaniste allemand Carl Ludwig Willdenow.

## Taxonomy
- Kingdom: Plantae (Plants)
- Clade: Tracheophytes (Vascular plants)
- Clade: Angiosperms (Flowering plants)
- Clade: Monocots (Monocotyledons)
- Order: Asparagales
- Family: Asparagaceae (Asparagus family)
- Subfamily: Nolinoideae
- Genus: Sansevieria
- Species: Sansevieria Zeylanica

## Varieties
- Sansevieria Zeylanica 'Moonshine': This variety is known for its silvery-gray leaves that have a subtle moonlight-like appearance. It's a striking and attractive variation of the classic Sansevieria Zeylanica.
- Sansevieria Zeylanica 'Futura Superba': This cultivar features wider and shorter leaves than the typical Sansevieria Zeylanica, with distinctive dark green bands running along the length of the leaves. It's a compact and visually appealing variety.
- Sansevieria Zeylanica 'Whale Fin': Named for its broad and paddle-shaped leaves that resemble whale fins, this unique variety stands out due to its distinctive leaf shape. It's a conversation starter among plant enthusiasts.
- Sansevieria Zeylanica 'Zenzi': 'Zenzi' is a dwarf variety of Sansevieria Zeylanica with shorter leaves and a compact growth habit. It's an excellent choice for smaller spaces or as part of a plant arrangement.
- Sansevieria Zeylanica 'Patula': This variety features slightly curved leaves, adding a touch of elegance to the typical Sansevieria Zeylanica appearance. The curvature of the leaves sets it apart from other cultivars.
- Sansevieria Zeylanica 'Golden Hahnii': While not a Zeylanica variety, this cultivar is worth mentioning for its distinctive appearance. It has compact rosettes of variegated leaves with golden-yellow edges, making it an eye-catching addition to your collection[4].

## Distribution et habitat
L'espèce est originaire d'Asie du Sud, présente initialement au Sri Lanka – anciennement Ceylan, qui lui donne son nom –, ainsi que dans le sud de l'Inde puis a été introduite au Bangladesh et à l'île Maurice.

## Synonymes
L'espèce présente plusieurs synonymes :
- Aloe hyacinthoides var. zeylanica (Linné, 1753)
- Aloe zeylanica (Linné 1753 ; ex Jacq., 1762)
- Acyntha zeylanica (Kuntze, 1891)
- Cordyline zeylanica (Linné, 1753 ; Britton, 1930)
- Sansevieria indica (Herter, 1956)
- Dracaena zeylanica (Willdenow, 1799 ; Byng & Christenh., 2018)